# Обрачун
Обрачун је југословенски акциони драмски филм из 1962. године. Режирао га је Живорад Митровић, који је написао и сценарио.

## Радња
После ослобођења група балиста потпомогнута од стране Хасан-бега наставља терористичке акције против новог система у земљи. Капетану Лешију успева да се обрачуна са њима и оствари своју љубав према лепој Азири.

## Улоге
| Глумац            | Улога                      |
| ----------------- | -------------------------- |
| Александар Гаврић | Капетан КНОЈ-а Рамиз Леши  |
| Јелена Жигон      | Азира                      |
| Петар Прличко     | Шок                        |
| Илија Милчин      | Хасан-бег                  |
| Абдурахман Шаља   | Шабан Муртези              |
| Гојко Ковачевић   | Мефаил                     |
| Драган Оцокољић   | Кадрија                    |
| Тодор Николовски  |                            |
| Дарко Дамевски    |                            |
| Панче Камџик      | Сулејман Тенова            |
| Вукан Диневски    | Мирко (као Вукан Диневски) |
| Мира Ољењи        | Бранка                     |
| Ристо Стрезов     |                            |
| Пантелеј Мирков   |                            |
| Џeмаил Макшут     |                            |